# Krummmesser (Oberguinea)
Traditionelle Krummmesser kommen in der Region Oberguinea insbesondere in Liberia und der Elfenbeinküste vor. Leo Frobenius nennt zudem auch Benin. Sie werden den dort ansässigen Ethnien wie Kru, Yakuba, Ngere, Grebo oder Baule zugeschrieben. Manfred A. Zirngibl beschreibt die Funktion als Kult- bzw. Richtmesser.

## Beschreibung
Die Klinge der Messer ist breit und an der Spitze nach unten abgebogen. Sie hat meist einen starken und zwei schwächere Mittelgrate. Die Gesamtlänge beträgt etwa 50 cm. Der Griff besteht aus Holz oder Knochen.